# I liga polska w piłce siatkowej mężczyzn (1961/1962)
I liga polska w piłce siatkowej mężczyzn 1961/1962 – 26. edycja rozgrywek o mistrzostwo Polski w piłce siatkowej mężczyzn.

## Drużyny uczestniczące
| | I liga 1961/1962           |    |      |
| --- | -------------------------- | -- | ---- |
| WAR | AZS-AWF Warszawa           | 1  | PEMK |
| KAT | Górnik Katowice            | 2  |      |
| LEG | Legia Warszawa             | 3  |      |
| ŁÓD | AZS Łódź                   | 4  |      |
| WAR | Sparta Warszawa            | 5  |      |
| GDA | AZS Gdańsk                 | 6  |      |
| SZC | Pogoń Szczecin             | 7  |      |
| WAŁ | Chełmiec Wałbrzych         | 8  |      |
| WRO | Gwardia Wrocław            | 9  |      |
| | Awans z II ligi            |    |      |
| MIE | Stal Mielec                | 10 |      |
| WAR | Warszawianka               | 11 |      |
| GOR | Stilon Gorzów Wielkopolski | 12 |      |
| Oznaczenia: - kolumna pierwsza – skróty nazw drużyn wpisane na mapie (jeśli ta została zamieszczona), - kolumna trzecia – miejsce zajęte przez daną drużynę w poprzednim sezonie. |                            |    |      |

## Klasyfikacja końcowa
| Miejsce | Drużyna                    |
| ------- | -------------------------- |
| 1.      | Legia Warszawa             |
| 2.      | AZS-AWF Warszawa           |
| 3.      | Pogoń Szczecin             |
| 4.      | Sparta Warszawa            |
| 5.      | Górnik Katowice            |
| 6.      | Chełmiec Wałbrzych         |
| 7.      | Stal Mielec                |
| 8.      | AZS Łódź                   |
| 9.      | Gwardia Wrocław            |
| 10.     | AZS Gdańsk                 |
| 11.     | Warszawianka               |
| 12.     | Stilon Gorzów Wielkopolski |

     spadek do II ligi